# О дьо Франс
О дьо Франс (на френски: Hauts-de-France, буквално – „Горна Франция“) е регион в северна Франция. Граничи с Ла Манш на северозапад, Белгия на север, с регионите Нормандия на югозапад, с Ил дьо Франс на юг и с Гранд Ест на югоизток. Административен център е Лил.
Регионът е създаден през 2016 година с обединението на дотогавашните региони Север-Па дьо Кале и Пикардия.